# 王爱杰
王爱杰，哈尔滨工业大学市政环境工程学院教授，城市水资源与水环境国家重点实验室（深圳）主任。长期从事污水深度处理与资源化工程科技研究，兼任国际水协会厌氧专委会主席、中国传感器与物联网产业联盟副理事长等社会职务。王爱杰曾入选2011年度长江学者特聘教授，获得过中国国家技术发明奖、国家科技进步奖二等奖等。